# Autoritat femenina
L'autoritat femenina o autoritat social de les dones és el que s'entén com el saber socialment reconegut de les dones, però no únicament un reconeixement per la feina feta, sinó per la creació d’un lligam, una connexió, una relació significativa entre aquestes. Es tracta d’un concepte elaborat des del feminisme de la diferència sexual, el qual recolza la constitució d’una autoritat femenina construïda de manera diferent a la masculina, considerant-se aquesta la tradicional, i oposant-se i qüestionant les jerarquies i el poder.
És un concepte empleat per autores com Luisa Muraro, Clara Jourdan o Lia Cigarini. Segons Clara Jourdan, l'esdeveniment de l’autoritat femenina està en ser reconeguda i creant una petjada que no s'esborrarà.
Si més no, aquesta autoritat femenina no sorgeix del no res. A partir de referents femenines i presència femenina en diferents àmbits de la societat, s'arriben a crear espais de llibertat i coneixement on les dones comparteixen els seus “sabers” i per tant, fan vincle.
L'escassa presència de dones en textos com llibres d’educació obligatòria o manuals, impedeix que les seves aportacions, les seves idees i les seves propostes es propaguin i formin part del nostre coneixement social, però també produeix un efecte mirall de que aquestes no han sigut capaces de col·laborar activament en l'elaboració de tradició cultural comuna. Segons Redondo (2001), és la conseqüència d’un ordre social patriarcal que ha eliminat culturalment a la dona i ha generat un clar buit cultural.

## Conceptualització

### Lia Cigarini
En una sessió de reflexió amb Lia Cigarini s'afirma que l’autoritat femenina no replica a l’autoritat tradicional, ja que la diferència femenina no es mesura amb la masculina. Segons l’autora, “La nostra cerca d’autoritat és un atac directe al sistema de poder masculí. La pràctica que crea autoritat simbòlica de dones ha de crear també una realitat social, sinó no existeix. I ha de donar els instruments per a la crítica del sistema de poder. O no existeix”.
La idea principal d’aquesta autora és que l’única autoritat femenina de carn i ossos és la nostra mare, aquella que ens ha portat al món. En canvi, l’autoritat femenina des del significat simbòlic, existeix quan hi ha riquesa, harmonia en els desitjos i en el del grup. És a dir, per mare simbòlica entén la força, la riquesa, l’harmonia d’alguns moments de l'experiència del grup o de la seva experiència pròpia i, per tant, es reconeix l’autoritat d’un grup de dones o d’una dona. L’autoritat femenina dona llibertat i crea espais de llibertat.

### Luisa Muraro
L’autora feminista Luisa Muraro ens mostra com el feminisme ha permès confirmar com els llibres d’història han silenciat el treball de les dones durant aquests segles. A la seva obra, Autoridad sin monumentos, ens explica com a la presa de consciència inicial, l’intercanvi entre les dones era, precisament, la pràctica de l’autoconsciència.

### Clara Jourdan
Segons Clara Jourdan, “la pràctica de l’autoritat femenina és que una dona es presenti a una altra com una necessària prioritat”, és a dir, es crea autoritat femenina cada vegada que reconeixement que ens manca quelcom i, per tant, busquem una relació amb una dona per a ser reconegudes. I únicament per això.

## Aspectes previs

### Falta de reconeixement social de les dones
Quan no es reconeixen els mèrits de les dones en una construcció comú, difícilment es pot concedir un valor social. A continuació s'exposen tres àmbits on la falta de reconeixement social de les dones es segueix perpetuant tot i les seves aportacions:
- Àmbit científic: Hi ha més dones que homes en l’àmbit científic i es llicencien més cada any, però hi arriben menys als llocs de responsabilitat acadèmica. S'equipara al sostre de vidre a nivell acadèmic.
- Àmbit literari i cultural: Ens trobem davant l’absència de referents dones en els llibres de text d’Educació Secundària, on respecte totes les assignatures que s'imparteixen, només un 12,8% són aparicions de personatges i un 7,5% com aparicions recurrents.
- Àmbit periodístic: La participació i col·laboració de les dones en els diaris és minoritària, les obres de les escriptores apareixen amb menys difusió i les crítiques literàries amb atribucions femenines són quelcom negatiu. Lo masculí segueix sent allò universal i lo femení és quelcom particular.

Aquesta situació de falta de reconeixement no únicament afecta a l’autoritat social de les dones sinó també a un dels valors essencialment més democràtics: la meritocràcia.

## Història
Al llarg de la història s'han produït avenços en diferents àmbits (social, tecnològic, científic, etc), els quals s'han atribuït en la seva gran majoria als homes, i contribuint a la falta d’autoritat social de dones a través del desconeixement que existeix de les contribucions de les dones. Tal com exposen López-Navajas i García-Molins (2012), basant-se en al teoria feminista de Redondo (2001), el desconeixement del saber femení és la conseqüència de la pràctica d’exclusió de les dones dels referents socials que conformen la nostra visió del món i la nostra cultura.
Durant la primera onada del feminisme, juntament amb la polèmica sobre l'educació que havien de rebre les dones, va començar a desenvolupar-se la tradició del pensament feminista i, amb aquest, es va aconseguir posar a debat l'educació femenina i la seva utilitat. El dret de les dones a adquirir una educació formal fou un dels drets ,és exigits per les primeres i primers feministes. No succeïa el mateix en les classes socials més baies o a la vida rural, on l’ús dels espais segons el gener era, i encara és en alguns casos, prevalent. Malauradament, degut als canvis històrics i a les condicions “napoleòniques”, el nou dret civil i el penal van excloure les dones tant de la ciutadania com de l'educació formal.
La segona onada del feminisme, caracteritzada principalment pel moviment sufragista, va recuperar l’èmfasi de l'educació del feminisme il·lustrat. Al principi, es va demanar la creació d’escoles d’educació elemental (entenent per elemental lectura, escriptura i càlcul bàsic) on les pròpies institutrius podrien formar-se per, després, formar i ensenyar a les nenes. Més tard, alguns centres que formaves a les institutrius van començar a actuar, però en cap cas qüestionant la debilitat intel·lectual del sexe femení. L'educació de les dones es basava en una formació per cobrir les fases educatives i elementals dels infants i rebien un títol conforme obtenien aquest estudis. Tot i això, aquestes tasques podien suposar una extensió del seu rol com a mares i al mateix temps, facilitava que els homes enfoquessin la seva formació per a empreses amb major importància i relleu.
Amelia Valcárcel (2009) ens explica que, tot i que les dones obtinguessin els seus títols reconeguts, aquests no donaven pas a l'exercici professional i seguia vetat per instàncies diverses. Tot i així, ens trobem que a principis del segle xx, un nombre relativament elevat de dones es van dedicar a fer tasques de recerca. Com que l'exercici professional el tenien prohibit, de manera vocacional, moltes de les primeres llicenciades i doctores no van tenir cap altra possibilitat de treure endavant les seves investigacions.

## Selecció bibliogràfica
- Flecha, C. (1996). Las primeras universitarias en España, 1872-1910 (Vol. 3). Narcea ediciones.
- Freixas, L. (2009): La novela femenil y sus lectrices. Córdoba: Universidad de Córdoba
- Lasa-Álvarez, B. (2016). La incorporación de las escritoras al currículo literario en la Educación Secundaria: una tarea pendiente. León: Universidad de León.
- López-Navajas, A. (2014): “Análisis de la ausencia de las mujeres en los manuales de la ESO: una genealogía del conocimiento ocultada”. Revista de Educación 363. Enero-abril 2014.
- Tommasi, W. (2000). ¿ Segundo sexo o autoridad femenina?. DUODA: estudis de la diferència sexual, 69-88.